# August Trendel

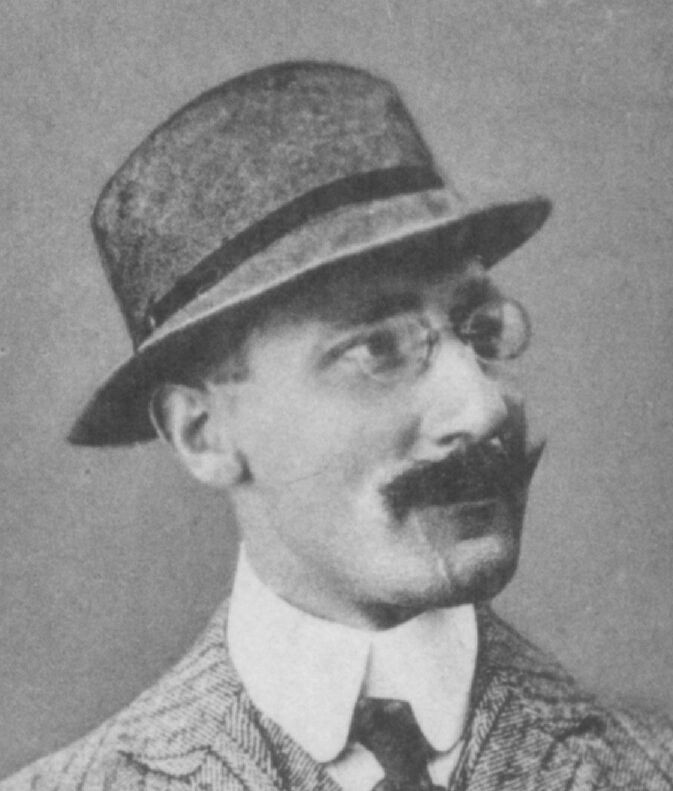
August Trendel, MdR (1912)

August Trendel (* 2. Januar 1872 in Nürnberg; † 28. Mai 1947 in Regensburg) war ein deutscher Jurist und Abgeordneter der Deutschen Reichstags von 1912 bis 1918.

## Leben
Trendel besuchte ein Gymnasium in Nürnberg und das Gymnasium Reutlingen. Nach dem Abitur studierte er von 1892 bis 1896 an der Friedrich-Alexander-Universität und der Ludwig-Maximilians-Universität Rechts- und Staatswissenschaften. 1896 wurde er Corpsschleifenträger der Baruthia. Er wurde 1896 Rechtspraktikant in Nürnberg und unterzog sich 1899 dem Staatskonkurs. Er ließ sich 1900 als Rechtsanwalt in Nürnberg nieder und war ab 1902 Landgerichtssekretär in Fürth. Amtsrichter war er in Wiesentheid (1905), Obernburg am Main (1907) und Hammelburg (1910). Ab Dezember 1910 war er Amtsrichter in Regensburg. Als Angehöriger der Deutschen Zentrumspartei nahm er an der Reichstagswahl 1912 für den Wahlkreis Oberpfalz 1 (Regensburg, Landkreis Burglengenfeld, Bezirksamt Stadtamhof) teil und wurde Abgeordneter des 13. Deutschen Reichstags von 1912 bis 1918. 1938 erhielt er von Baruthia das Band.